# Stadio Emilio Colombo-Gaetano Gianetti
Lo stadio Emilio Colombo-Gaetano Gianetti (comunemente noto come stadio Colombo-Gianetti) è uno stadio polisportivo sito nella città italiana di Saronno (VA), utilizzato principalmente per la pratica di calcio e atletica leggera.
Inaugurato nel 1931, è - in termini di capienza - la maggiore arena scoperta della città d'appartenenza. Per gran parte della propria esistenza ha assunto (con alcune interruzioni) la funzione di campo interno del Saronno, principale squadra calcistica locale. 
Dal 2010 al 2017 ha assolto la funzione di campo casalingo della sezione calcistica della polisportiva ASD Robur Saronno, storicamente militante nelle categorie regionali lombarde. Nella stagione 2011-2012 vi ha inoltre transitoriamente giocato il Cistellum, squadra della vicina Cislago.

## Storia
Lo stadio venne costruito nel 1931 su un terreno messo appositamente a disposizione dal primo presidente del Saronno Foot-Ball Club, Gaetano Gianetti, nel quartiere saronnese di Introini. Il progetto, sviluppato secondo i canoni edilizi dell'epoca fascista, si tradusse nell'edificazione di un impianto multifunzionale, atto ad ospitare oltre al calcio anche l'atletica leggera ed eventuali manifestazioni pubbliche di massa. Un campo accessorio esterno di minori dimensioni completava le dotazioni dell'arena.
Originariamente denominato Stadio del Littorio, nel 1947 venne re-intitolato al giornalista saronnese Emilio Colombo (direttore de La Gazzetta dello Sport e del Guerin Sportivo), al nome del quale venne in seguito affiancato proprio quello dello storico presidente biancoceleste Gaetano Gianetti.
La struttura (dotata di un'unica tribuna coperta sul lato occidentale del campo) rimase pressoché inalterata per oltre cinquant'anni: nel 1990 si rese tuttavia necessario praticare su di essa un importante intervento di ristrutturazione ed ampliamento, al fine di ottemperare alle regole del calcio professionistico italiano, ove il Saronno a quel tempo militava con discrete fortune. In tale occasione venne edificato il settore gradinata scoperta sul lato orientale del campo e venne lievemente ampliata la vecchia tribuna ovest.
Nel giugno 2000 il sindaco di Saronno in carica Pierluigi Gilli, d'accordo con l'assessore competente Giacometti, revocò la concessione d'uso dello stadio al Saronno, non avendo il club biancoceleste (ormai avviato al fallimento) pagato il canone d'affitto.
Negli anni successivi la struttura fu utilizzata dapprima dalla neocostituita A.C. Saronno (che prese parte al campionato locale di Terza Categoria 2001-2002 per poi sciogliersi a stagione conclusa) e poi dal Real Cesate Saronno, che dal 2002 e per alcune stagioni vi disputò le gare interne valide per i campionati di Eccellenza Lombardia e Serie D.
Nel 2003 lo stadio tornò ad essere il terreno casalingo del club biancoceleste (rifondato con ragione sociale A.C. Nuovo Saronno F.B.C., poi ridotta a A.S. Saronno F.B.C. 1910), che rimase in attività fino al 2010, anno in cui cedette il proprio titolo sportivo alla Gallaratese.
Scomparso l'F.B.C., nel biennio 2010-2011 il diritto d'uso dello stadio venne rilevato dalla A.S.D. Robur Saronno (storicamente la seconda squadra cittadina, di tradizione puramente dilettantistica), mentre nella stagione successiva il Cistellum di Cislago, rimasto privo di un campo omologato, vi disputò le gare interne del campionato regionale di Promozione. A partire dalla stagione 2012-2013 e fino al 2017 è stata invece la Robur Saronno ad adottare stabilmente il Colombo-Gianetti come proprio terreno casalingo. 
Gli anni 2010 si rivelarono nefasti per lo stadio: rimasta priva di usufruttari d'alto livello (e di riflesso non ospitando più competizioni di rilievo), la struttura andò rapidamente in rovina: la gradinata scoperta, pericolante e invasa dalla vegetazione infestante, venne chiusa al pubblico, mentre l'accesso alla tribuna coperta (a sua volta afflitta da problemi strutturali) venne limitato progressivamente a soli 99 posti.
Nel 2015 la principale squadra di calcio cittadina (ricostituita come Foot-Ball Club Saronno 1910) richiese di poter disputare le gare casalinghe presso il Colombo-Gianetti; il comune di Saronno tuttavia negò la concessione, giudicando l'impianto troppo degradato e dunque inadeguato agli standard del campionato di Eccellenza Lombardia, cui i biancocelesti erano iscritti. La concessione d'uso venne pertanto prorogata alla Robur, mentre il F.B.C. optò per adottare come proprio terreno casalingo lo stadio comunale del comune limitrofo di Cesate.
Sul finire del 2015 l'amministrazione comunale, preso atto dell'insostenibilità del degrado della struttura (ormai a rischio di chiusura totale), predispose un progetto per mettere in sicurezza l'impianto e aumentarne la capienza omologata, onde permettere al Saronno (la Robur aveva frattanto cessato l'attività) di tornare a disputarvi le gare casalinghe e in generale di restituire alle altre società beneficiarie un impianto funzionale ed efficiente. I lavori, partiti a metà 2017, inclusero il consolidamento e la ristrutturazione della tribuna coperta e dei locali di servizio, il rifacimento della pista d'atletica e l'apertura di nuovi varchi d'accesso e di esodo. Il primo intervento completato fu quello sulla pista da corsa, mentre maggiori difficoltà e durata riguardarono la riqualificazione strutturale dell'impianto nella sua interezza.
Ai primi del 2018 venne poi concluso l'intervento di consolidamento e riallestimento della tribuna, che venne dotata di nuovi seggiolini policromatici: conclusi tutti i lavori, dalla stagione successiva il Saronno torna a giocare le gare interne al Colombo-Gianetti.

## Dati strutturali
Lo stadio in condizioni di piena e normale efficienza dispone di circa 4000 posti a sedere; gli spalti sono suddivisi in due settori:
- Tribuna coperta ovest, unica sezione dotata di una tettoia, ha una capacità complessiva di 1500 posti, di cui 10 dedicati agli operatori della stampa.
- Gradinata scoperta est, capace di accogliere 2500 spettatori, è il settore più capiente dello stadio. Qui storicamente hanno preso posto i gruppi della tifoseria organizzata e i supporters ospiti, ai quali è dedicata un'area riservata protetta da una ringhiera metallica.

Non sono presenti tribune lungo i lati corti del campo (c.d. "curve"). Date le precarie condizioni in cui la struttura decadde nel terzo millennio, per gran parte degli anni 2010 gli spalti poterono tuttavia accogliere solo 99 spettatori totali, autorizzati a prendere posto nella sola tribuna coperta. I summenzionati lavori di ristrutturazione hanno infine consentito nel 2018 la ri-omologazione dell'arena per 1300 posti.
Attorno al campo di calcio (in erba naturale) si sviluppa una pista di atletica leggera in tartan a 6 corsie, utilizzata principalmente dalla locale società sportiva Atletica O.S.A. Saronno Libertas A.S.D., che vi organizza anche gare regionali. Sul lato sud dell'impianto si trova un campo accessorio in terra battuta. L'illuminazione notturna è garantita da quattro torri faro poste all'altezza degli angoli del terreno di gioco.

## Eventi extrasportivi
Lo stadio Colombo-Gianetti ha ospitato anche eventi di natura non sportiva: tra di essi si annovera un concerto di Vasco Rossi, nel quadro del Bollicine tour, il 15 luglio 1983.